# Переграваність
Перегра́ваність (англ. replayability, replay value) — характеристика гри, яка визначає ступінь того, наскільки гравці хочуть зіграти в гру ще раз, навіть якщо вони її вже досягли кінця гри або після того, як приділили велику кількість часу і досягли деякого рівня майстерності. Термін використовується переважно для відеоігор.

## Способи забезпечити переграваність

### Якість реалізації
Так само як людина може переглядати хороші фільми багато разів, а в оперу може піти, вже знаючи лібрето, хороші відеоігри часто проходять по кілька разів. Якість реалізації  — це комбінація вдалого задуму ігрового процесу, якісного сюжету, продуманого управління, цікавих завдань, якісно промальованої графіки, детального звуку тощо — загалом те, що відрізняє «хорошу» гру від «поганої».

### Додаткові матеріали
Це може бути:
- Заблокований контент, що відкривається після проходження гри.
- Оновлення, доповнення гри, каталоги, модифікації, які завантажуються з сайту розробника чи фанатів. Нові деталі, що з'являються у грі, стимулюють інтерес геймерів до продукту, змушуючи їх повернутися у гру.
- Поле для дослідження: секретні місця, яйце-райце, додаткові квести, альтернативні сюжетні лінії, кілька кінцівок. Коли цікавого контенту так багато, що неможливо з ним ознайомитись за одне проходження[4].

### Багатство ігрових обставин
- Добре виставлений баланс, який не обмежує свободу однією-двома можливостями вибору.
- Можливість розпочати гру з іншими початковими умовами. Вдалий генератор випадкових завдань, карт і внутрішньоігрових цінностей, які отримують гравці після вбивства мобів або інших гравців.
- Хороший штучний інтелект.
- Різні варіанти проходження за різні фракції чи ігрові класи.
- Нелінійний сюжет, а також елементи жанру пісочниці дають гравцеві більше свободи дій, творчості та забезпечують можливість фактично необмеженої кількості проходжень, якщо йдеться про ігри, в яких немає логічного кінця[5].
- Відкритий ігровий світ — багатьом гравцям подобається досліджувати великий ігровий світ, не обмежуючись жорсткими сюжетними рамками. Ігри, що поєднують у собі можливості дослідження та цікаві квести, часто є переграваними, оскільки гравець може дуже довгий час переміщатися по карті та робити те, що він хоче.
- Нескінченний розвиток персонажа чи ігрового світу.
- Крафт — комбінація предметів з метою створення нових, покращення зброї тощо. Така творчість може сприяти появі бажання пройти гру ще раз.

### Змагальна цінність
Проходження гри заради нових досягнень. Проходження на вищій складності, побиття рекордів, гра, розрахована на багато користувачів. Багатокористувацький режим робить відеогру різноманітніше у зв'язку з непередбачуваністю дій інших гравців.

### Суспільна цінність
Відеогра може стати засобом спілкування. Серед видів спілкування: мережна гра, моддерство, пошук секретів, побиття рекордів.